# Nissan Leaf
La Nissan Leaf (o anche "LEAF", acronimo di Leading, Environmentally friendly, Affordable, Family car, ovvero in italiano: auto familiare amica dell'ambiente economica ed accessibile) è un'autovettura a propulsione elettrica in configurazione di berlina a due volumi e 5 porte, introdotta dalla Nissan sui mercati di Giappone e Stati Uniti d'America nel dicembre 2010.

## Prima generazione (2010-2017)

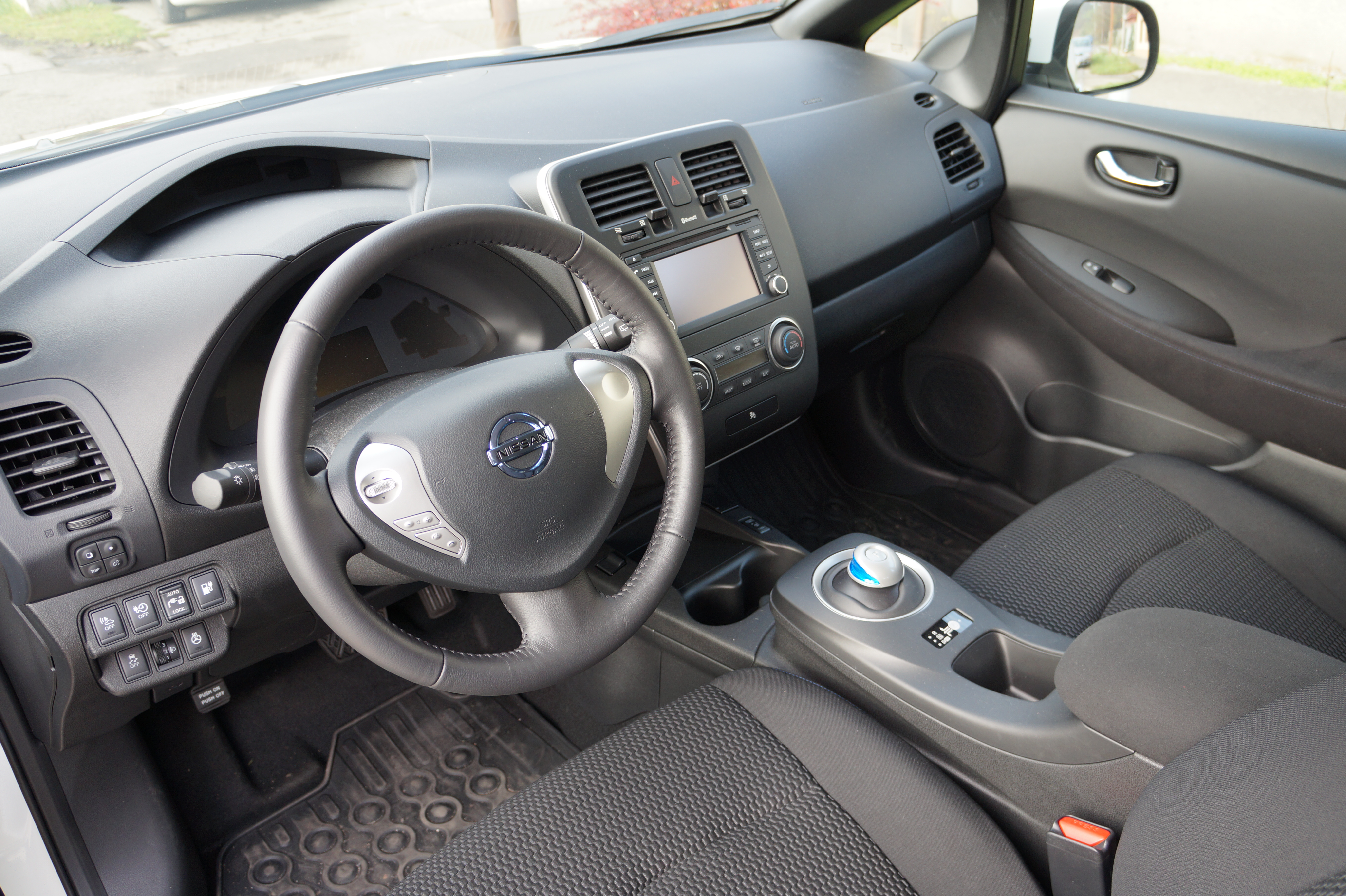
Interni di una Leaf di prima generazione

La Nissan Leaf 2010 ha vinto il Green Car Vision Award, nel 2011 il premio European Car of the Year e il premio Auto dell'anno e nel 2011-2012 il premio Car of the Year Japan.
Nel dicembre 2010 hanno avuto inizio le vendite dell'auto in Giappone e USA, hanno seguito poi diversi paesi europei e il Canada nel 2011. Dal febbraio 2013 è disponibile in 17 Paesi europei, Australia e altri mercati internazionali.
Nel febbraio 2013 ottiene il nuovo record di veicolo totalmente elettrico più venduto della storia dell'automobile, raggiungendo il traguardo delle 50.000 unità vendute. Pochi mesi dopo viene dichiarato che delle oltre 100.000 vetture elettriche vendute dal Gruppo Renault-Nissan, nelle vendite specifiche della Leaf in testa alla classifica del numero di unità vendute vi sono gli USA con circa 30.000 vetture, segue il Giappone con 28.000, l'Europa con 12.000 guidato dalla Norvegia con più di 4.600 unità vendute.

### Design

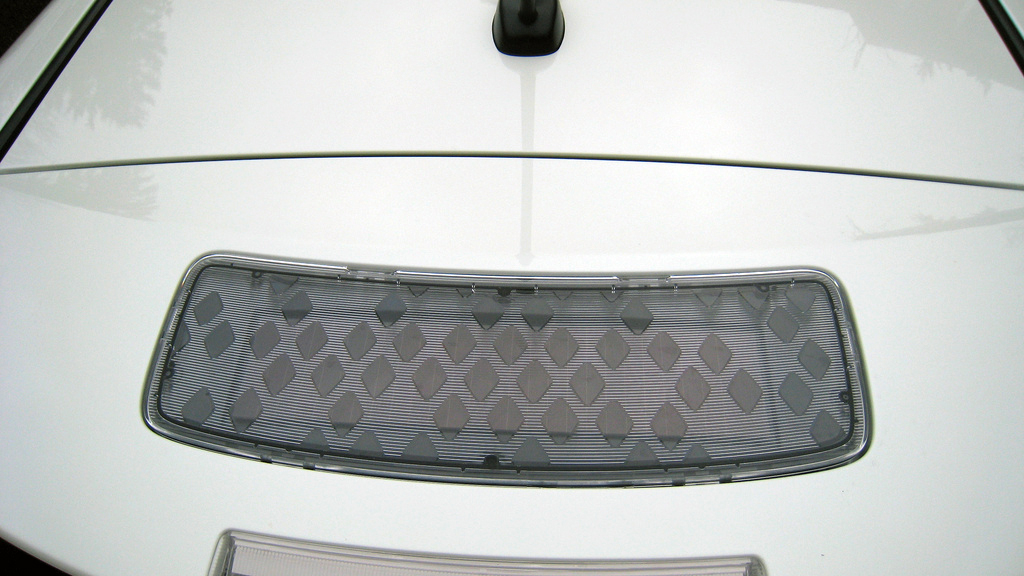
Dettaglio dello spoiler in cui sono presenti i pannelli fotovoltaici

Il frontale della Leaf è caratterizzato da un design a "V" con dei grandi fari a LED con un caratteristico riflesso blu all'interno.
La linea della vettura è stata studiata per ridurre al minimo il coefficiente di resistenza aerodinamica per consentire un maggiore risparmio energetico ed un rendimento più alto.
I gruppi ottici a LED sono realizzati per far defluire il flusso dell'aria sopra gli specchietti, riducendo così rumore e resistenza.
Il diffusore d'aria posteriore è un altro elemento che rende la linea della vettura allo stesso tempo particolare ed efficiente.

### Motore

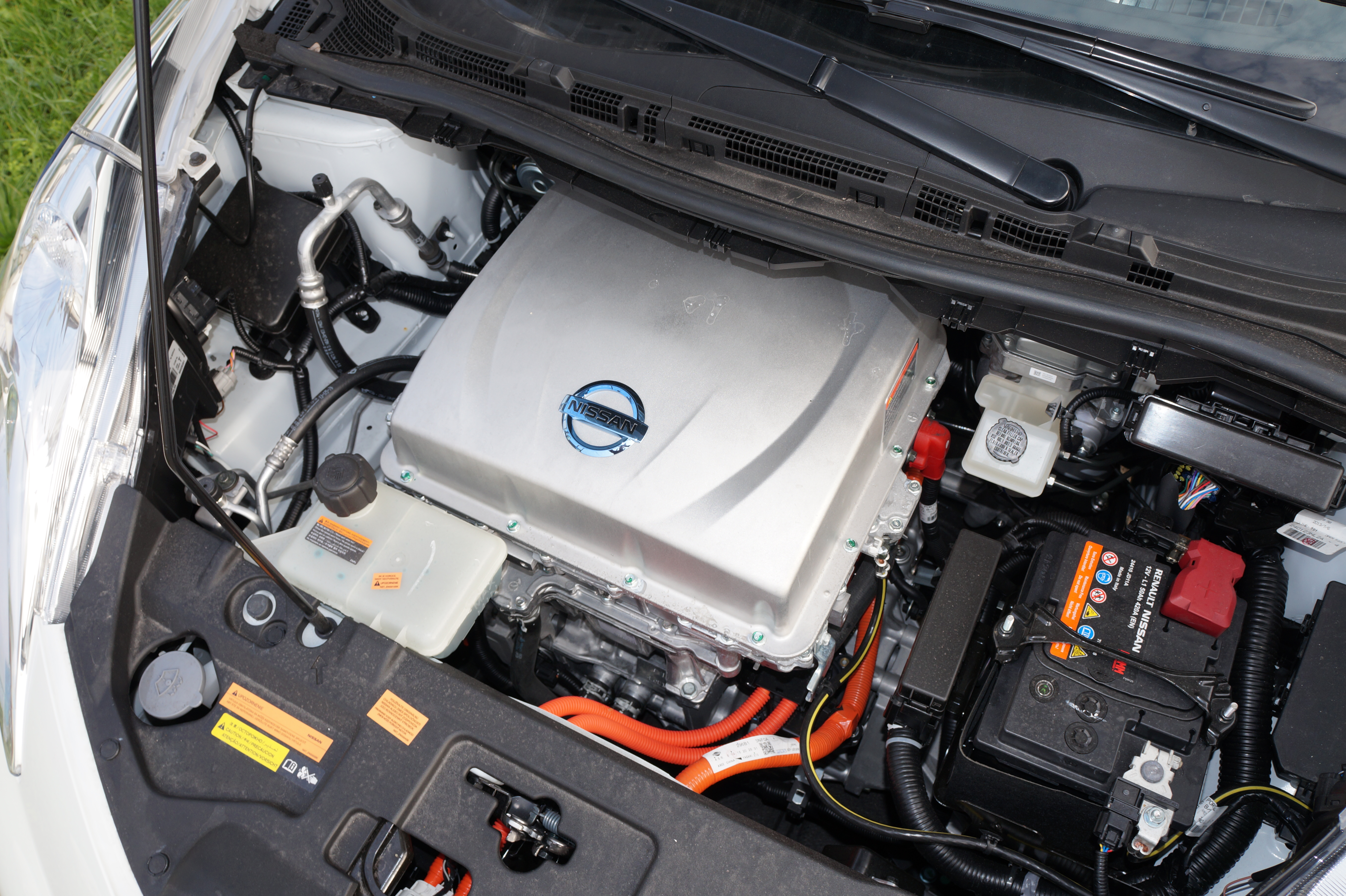
Dettaglio del cofano motore di una Leaf

La Leaf è equipaggiata con un motore elettrico AC sincrono da 80 kW (109 CV). Rispetto al motore della versione 2011, sulla Leaf del 2013 è stato installato un nuovo motore più efficiente e leggero, in cui la coppia massima è stata ridotta a 254 Nm @ 0-3000 giri/min tramite uno specifico software dell'inverter. In questo modo viene limitata la corrente assorbita nelle fasi più svantaggiose, erogando invece la potenza nelle fasi di maggiore efficienza.
Ne giovano la vita della batteria e l'autonomia mentre, per mantenere le prestazioni allo stesso livello, è stato adottato un rapporto finale più corto e sono state ottimizzate le perdite di attrito.

### Batteria

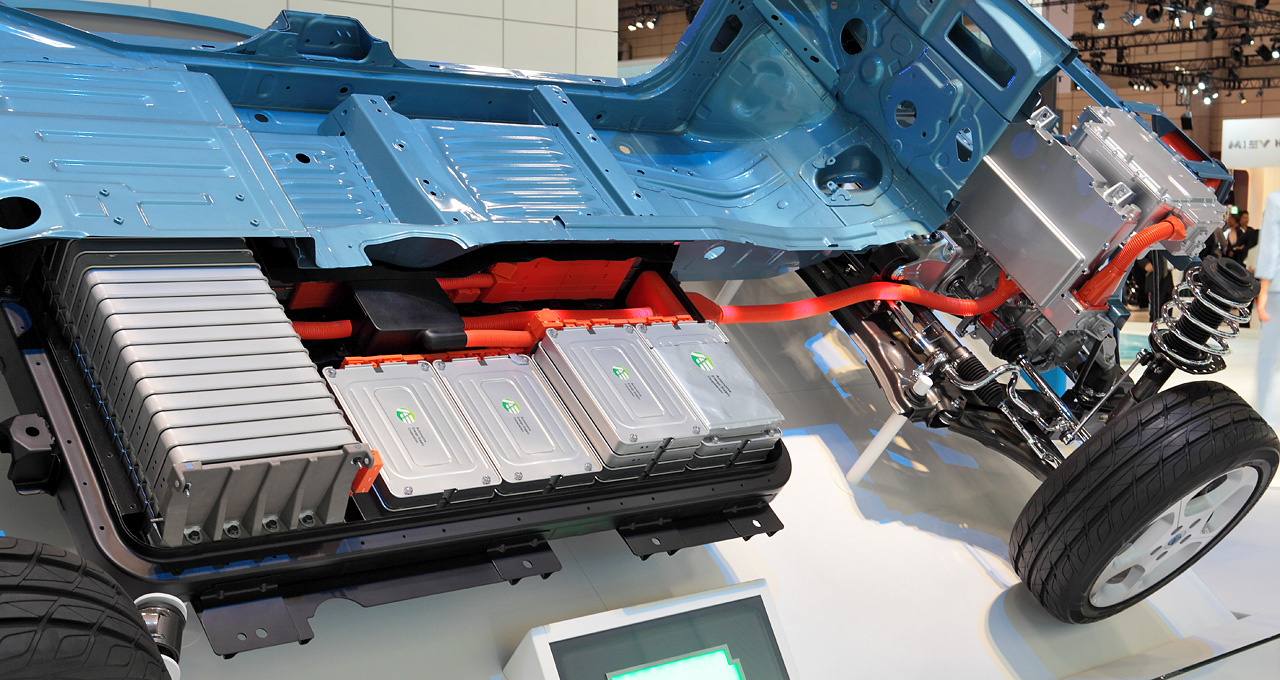
Sezione del pianale di una Leaf; notare il pacco batterie poste nel pianale e sotto il pavimento del veicolo

Dal 2016 è disponibile come accessorio una batteria agli ioni di Litio da 30 kWh con autonomia di 250 km ciclo NEDC, a differenza della serie d'auto che è equipaggiata con una batteria agli ioni di Litio con una capacità di 24 kWh con autonomia di 199 km ciclo NEDC; quest'ultima è composta da 48 moduli ed ognuno di essi contiene 4 celle per un totale di 192.
Viene assemblata dalla Automotive Energy Supply Corporation (AESC), attraverso una joint venture tra Nissan, NEC e NEC Energy Devices a Zama, in Giappone. La batteria, il componente più pesante in tutti i veicoli elettrici, è posizionata nel pianale della vettura. Ciò garantisce un centro di gravità più basso rispetto ad un tradizionale veicolo a due volumi.
Oltre alla batteria principale, la Nissan Leaf è equipaggiata con una batteria ausiliaria da 12 volt al Piombo-Acido che fornisce energia al computer della vettura e agli accessori quali il sistema audio, i tergicristalli e i fari.
Tra gli optional acquistabili è presente lo spoiler con pannello solare, che fornisce una funzione di supporto per la ricarica della batteria ausiliaria.

### Ricarica
Nissan Leaf si ricarica in corrente alternata o in corrente continua. In AC, Leaf sfrutta un caricatore di bordo da massimo 7.4 kW (32A di corrente massima, tensione di 230V, monofase) con la presa di Tipo 2. In DC Leaf utilizza lo standard CHAdeMO fino a 50 kW di potenza. I tempi di ricarica variano dalle 5/6 ore a circa 7 kW fino a 1 ora con la ricarica in corrente continua.

### Riepilogo versioni
| Modello          | Motore                                   | Potenza        | Coppia massima | Batteria | Autonomia | 0–100 km/h (secondi) | Velocità max (Km/h) | Ricarica standard 3.7 kW | Ricarica domestica 2.3 kW |
| Leaf 24 kWh      | Elettrico, sincrono a magneti permanenti | 80 kW (109 CV) | 280 N·m        | 24 kWh   | 175 km    | 11,9                 | 145                 | 6,4 h                    | 10 h                      |
| Leaf 24 kWh 2013 | Elettrico, sincrono a magneti permanenti | 80 kW (109 CV) | 254 N·m        | 24 kWh   | 199 km    | 11,9                 | 145                 | 6,4 h                    | 10 h                      |
| Leaf 30 kWh      | Elettrico, sincrono a magneti permanenti | 80 kW (109 CV) | 254 N·m        | 30 kWh   | 250 km    | 11,5                 | 144                 | 8,1 h                    | 13 h                      |

## Seconda generazione (dal 2017)
La seconda generazione della Nissan Leaf viene presentata nel settembre 2017.

### Design e interni
Il frontale introduce la nuova calandra a “V” tipica del design Nissan presente anche su modelli come la Micra e la Qashqai. La lunghezza della carrozzeria cresce fino a 4,49 metri a causa dei paraurti di dimensioni maggiori, mentre il passo rimane invariato a 2,70 metri. L’abitacolo presenta le stesse dimensioni del modello precedente, mentre plancia e sellerie sono totalmente inedite; debutta il nuovo sistema multimediale touchscreen da 7 pollici con telecamera a 360 gradi, navigatore satellitare, autoradio e connettività bluetooth oltre alla disponibilità di Android Auto o Apple CarPlay. Da fine 2018 viene introdotto un nuovo schermo touchscreen da 8 pollici. 

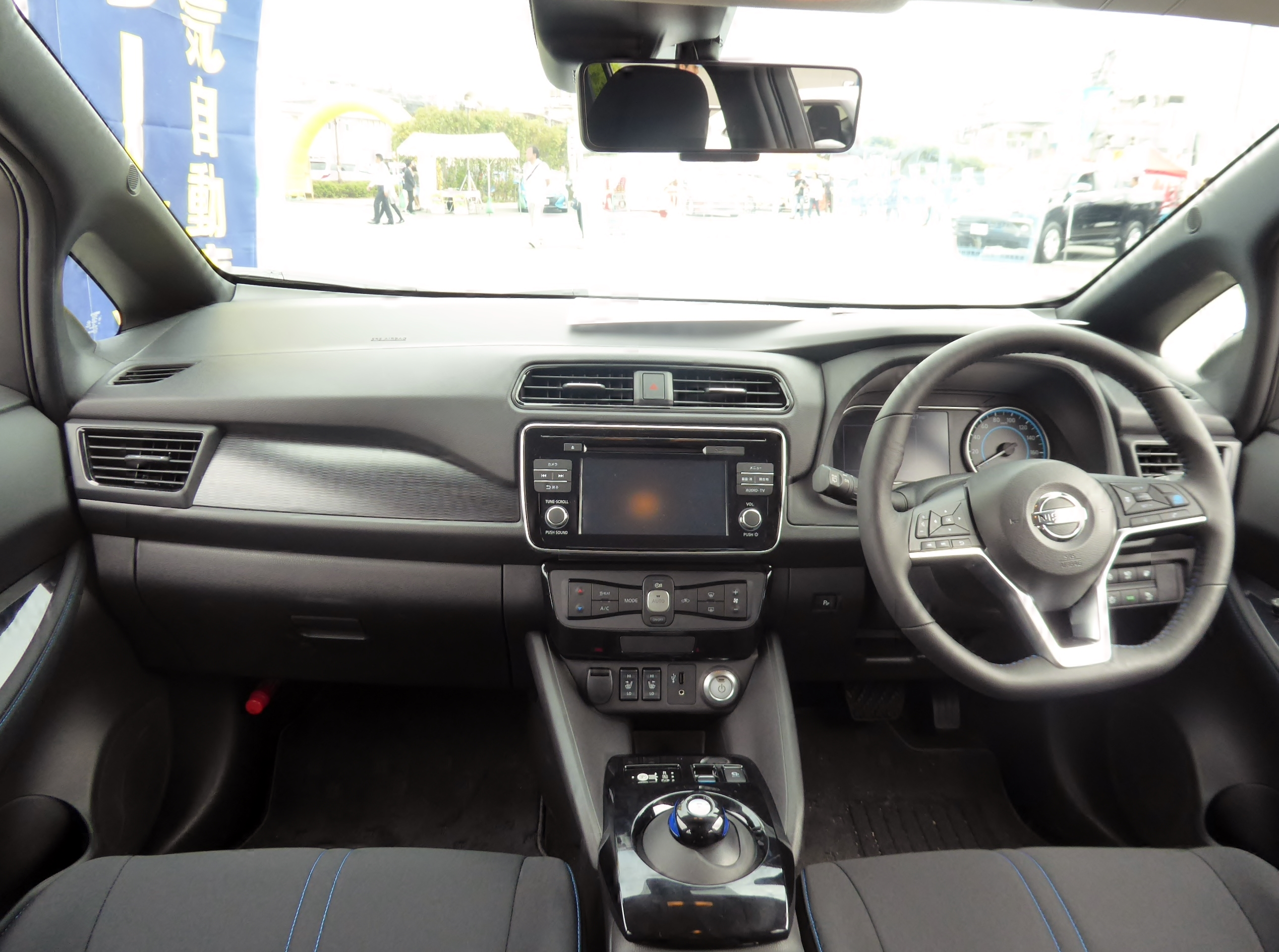
Interni della seconda generazione

### Struttura e meccanica
Nota con il codice progettuale ZE1, la vettura rappresenta una profonda evoluzione della prima serie dalla quale eredita il telaio e gli sportelli comprensivi delle cornici dei finestrini, mentre le altre parti sono totalmente nuove, compreso lo scheletro della carrozzeria frontale dove è impiegata una maggior quantità di acciai alto resistenziali. 
La piattaforma di base possiede delle sospensioni anteriori con schema a ruote indipendenti di tipo MacPherson, mentre al posteriore viene adottata una soluzione semi indipendente con barra di torsione. In seguito al successo ottenuto dalla prima generazione la produzione del modello europeo viene spostata nell'impianto Nissan di Sunderland in Inghilterra, mentre per il mercato americano la produzione viene spostata a Smyrna negli Stati Uniti; resta la produzione nello stabilimento di Oppama, Yokosuka (Giappone) per il mercato asiatico. La seconda serie introduce l'e-Pedal che permette di frenare automaticamente con l'acceleratore: il sistema sfrutta lo stesso pedale dell'acceleratore e al rilascio produce una decelerazione massima di 0.2 G permettendo di frenare la vettura e di offrire una ricarica alle batterie. L'e-Pedal permette di bloccare la vettura in pendenze fino al 30%. Il classico pedale del freno è utilizzabile in ogni condizione di guida.

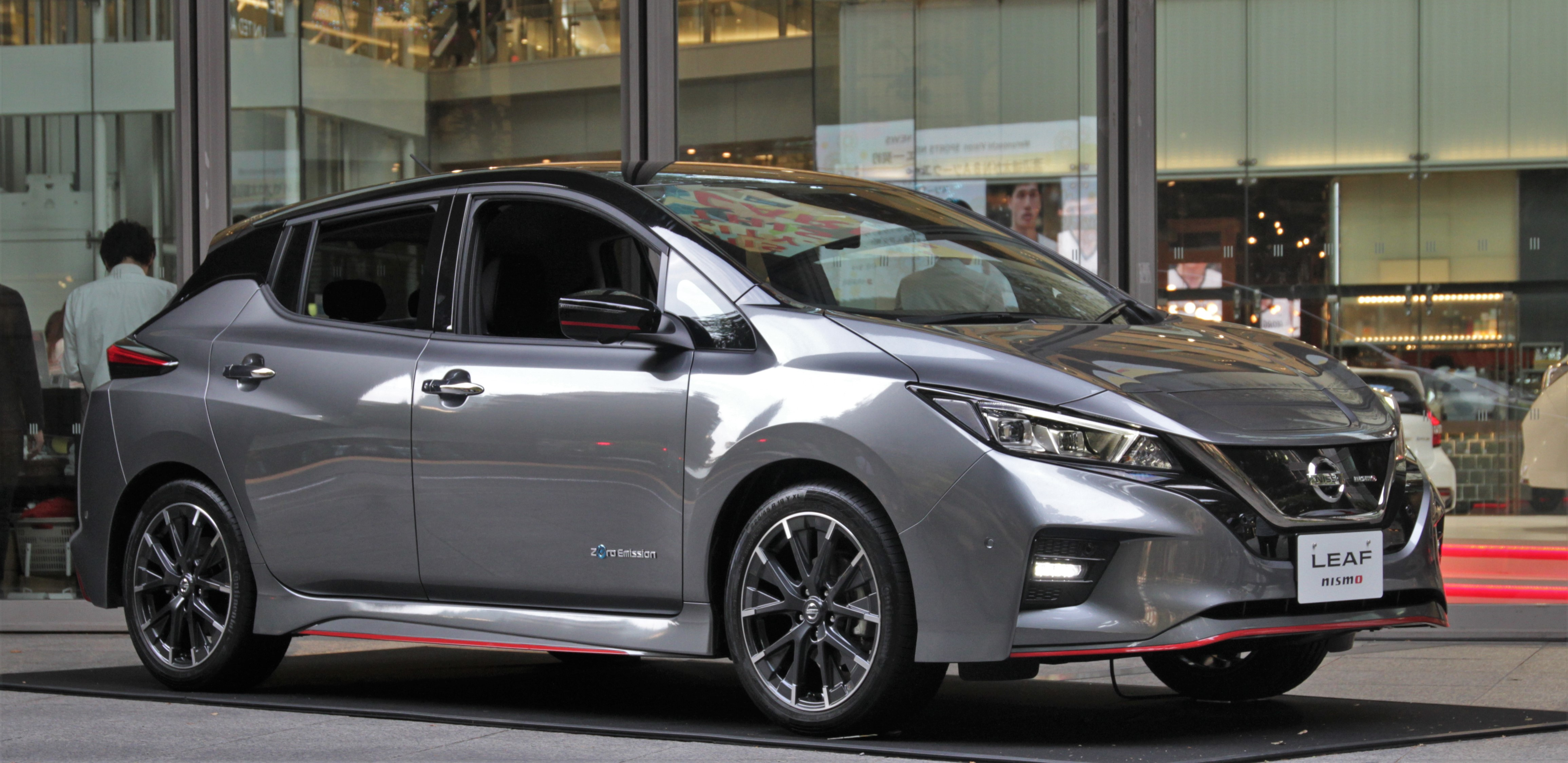
Leaf Nismo

### Motore
Al debutto la Leaf di seconda generazione era disponibile in una versione unica con motore elettrico di tipo asincrono trifase erogante una potenza massima di 150 cavalli ed una coppia massima di 320 N·m. La batteria è agli ioni di litio da 40 kWh con autonomia dichiarata secondo il ciclo di omologazione WLTP nell’uso su misto di 270 km con una ricarica, mentre nel ciclo urbano è di 389 km. La versione da 40 kWh possiede una capacità del bagagliaio pari a 435 litri.

### Evoluzione
Nel luglio 2018 viene presentata la Leaf Nismo, versione con kit estetico sportivo della Leaf elaborata dalla Nismo e venduta da Nissan in Giappone dal 31 luglio dello stesso anno. La vettura presenta oltre a paraurti, minigonne e verniciatura specifica anche nuovi ammortizzatori più rigidi, sterzo più diretto e una diversa taratura di sterzo, sospensioni e ABS. La Nismo viene venduta solo in Asia.

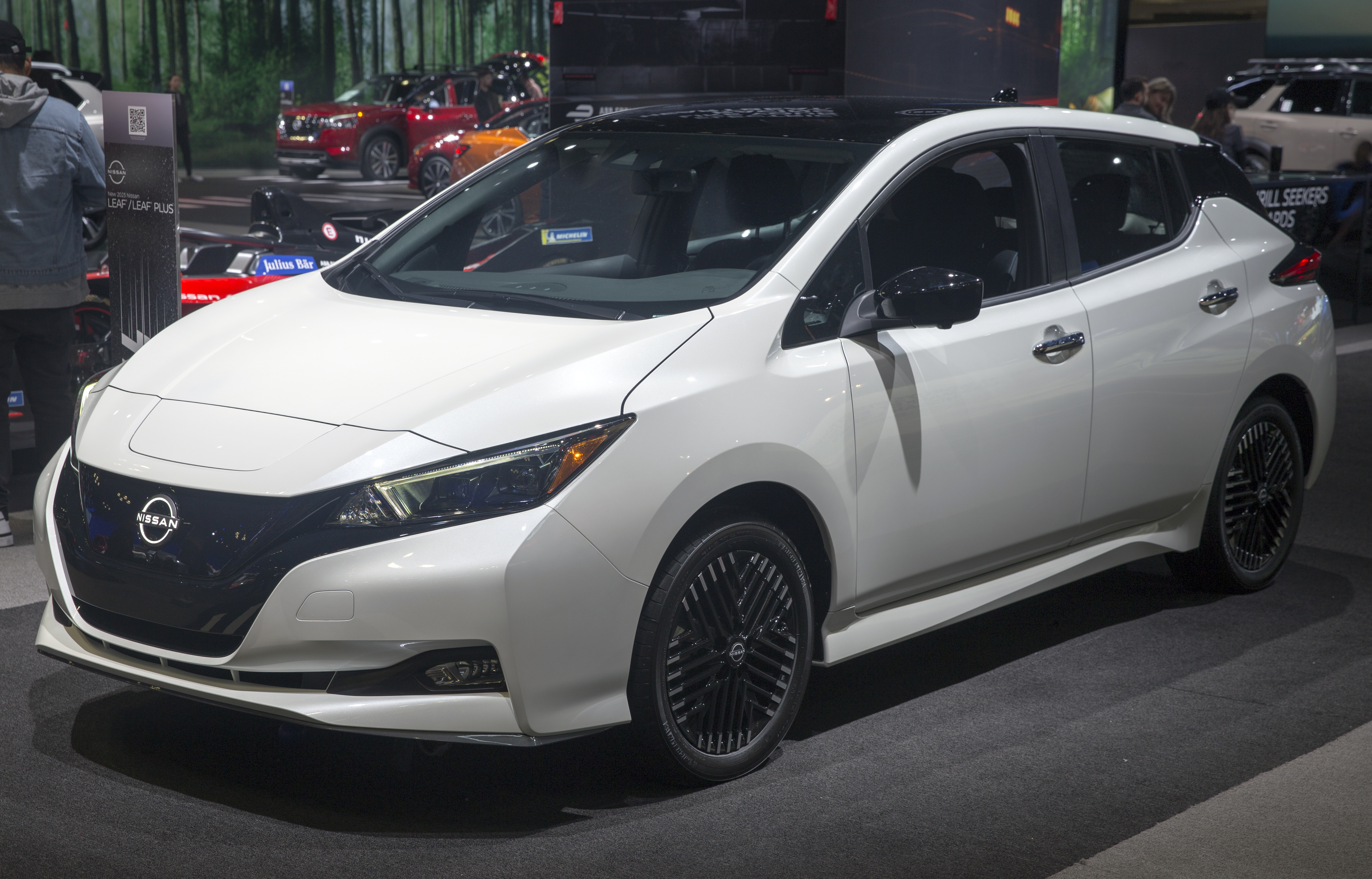
Leaf restyling 2022

Nel 2019 viene presentato il modello top di gamma denominato Leaf e+ che dispone di un motore elettrico che eroga 214 cavalli ed una coppia massima di 340 N·m. La batteria da 62 kWh garantisce una autonomia dichiarata pari a 385 km nel ciclo WLTP su percorso misto e di 528 km nel percorso cittadino. Il baule della versione da 62 kWh possiede un volume pari a 420 litri.
Ad inizio 2022 la vettura subisce un restyling di metà carriera.

### Riepilogo versioni
| Modello            | Motore                                   | Potenza         | Coppia massima | Batteria | Autonomia | 0–100 km/h (secondi) | Velocità max (Km/h) | Ricarica standard 7.0 kW | Ricarica domestica |
| Leaf 40 kWh 150    | Elettrico, sincrono a magneti permanenti | 110 kW (150 CV) | 320 N·m        | 40 kWh   | 270 km    | 7,9                  | 144                 | 7,30 h                   | 21 h               |
| Leaf e+ 62 kWh 215 | Elettrico, sincrono a magneti permanenti | 160 kW (214 CV) | 345 N·m        | 62 kWh   | 385 km    | 7,3                  | 157                 | 11,30 h                  | 32 h               |